# Hauts plateaux du Vercors
De Hauts Plateaux du Vercors is een hoogvlakte in de Vercors, een bergstreek op de grens van de Franse departementen Isère, Drôme en Hautes-Alpes. Het plateau is 17.000 ha groot en de gemiddelde hoogte ligt rond 1500 m. Het hoogste punt is de Grand Veymont (2341 m).
Het plateau is sinds 1985 beschermd als natuurreservaat (Réserve naturelle des Hauts-Plateaux) dat deel uitmaakt van het veel grotere Parc Naturel Régional du Vercors.
Het reservaat is belangrijk om zijn grote natuurlijke soortenrijkdom. Er zijn zowat 1800 soorten planten te vinden, waarvan 60 soorten orchideeën, 135 soorten vogels en 65 soorten zoogdieren, waaronder de 6 grote Europese evenhoevigen.
Het plateau is wel bekend als de meest onbewoonde plaats van Frankrijk. Er zijn geen dorpen of permanente bewoning en geen verharde wegen binnen de grenzen van het reservaat. Men kan het alleen te voet bereiken en doorkruisen, na een urenlange zware beklimming. Het is dan ook een trekpleister voor GR-wandelaars en natuurliefhebbers.

## Geografie

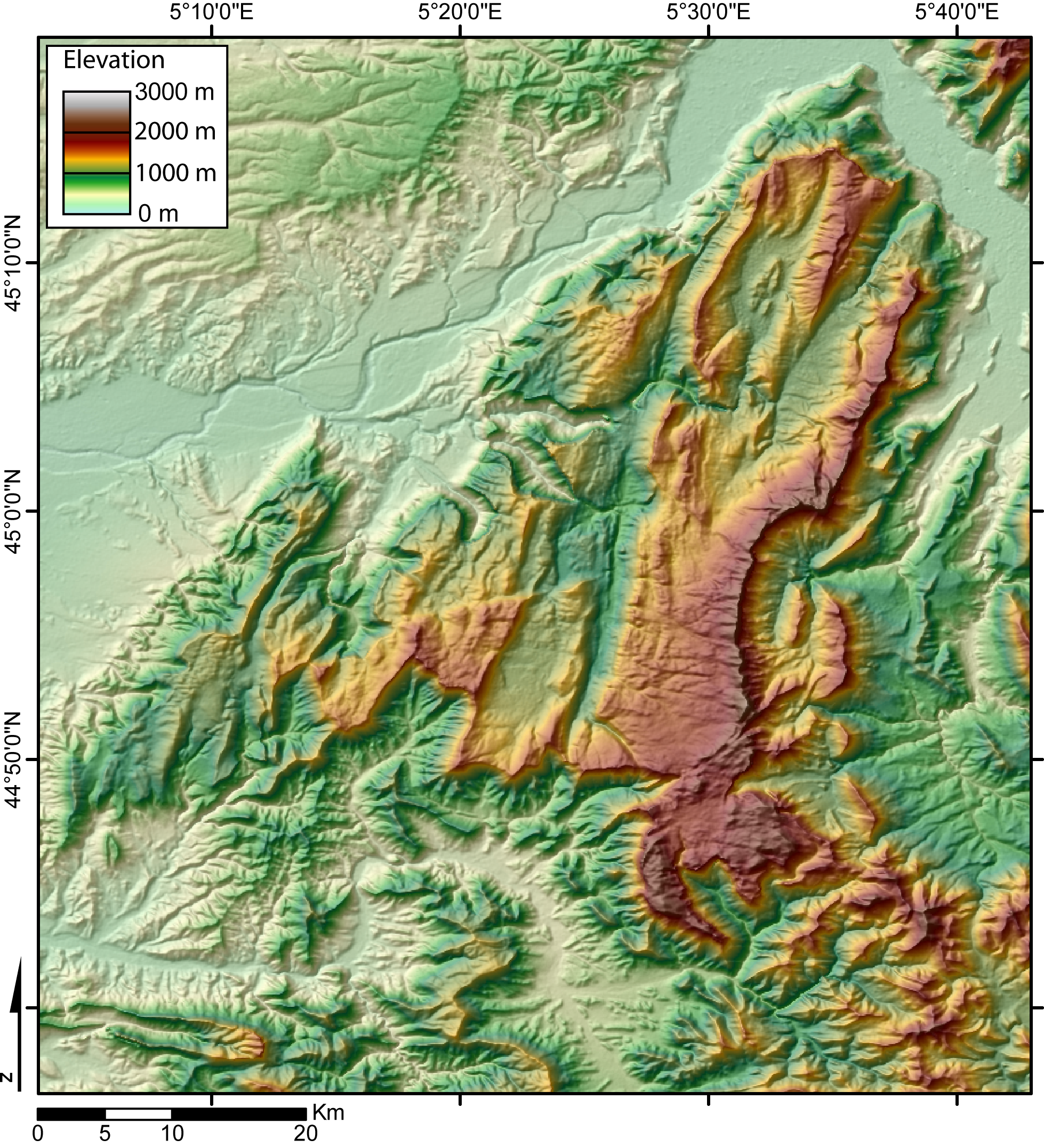
DEM (digitaal hoogtemodel) van de Vercors met de Hauts Plateaux (donkerrood)

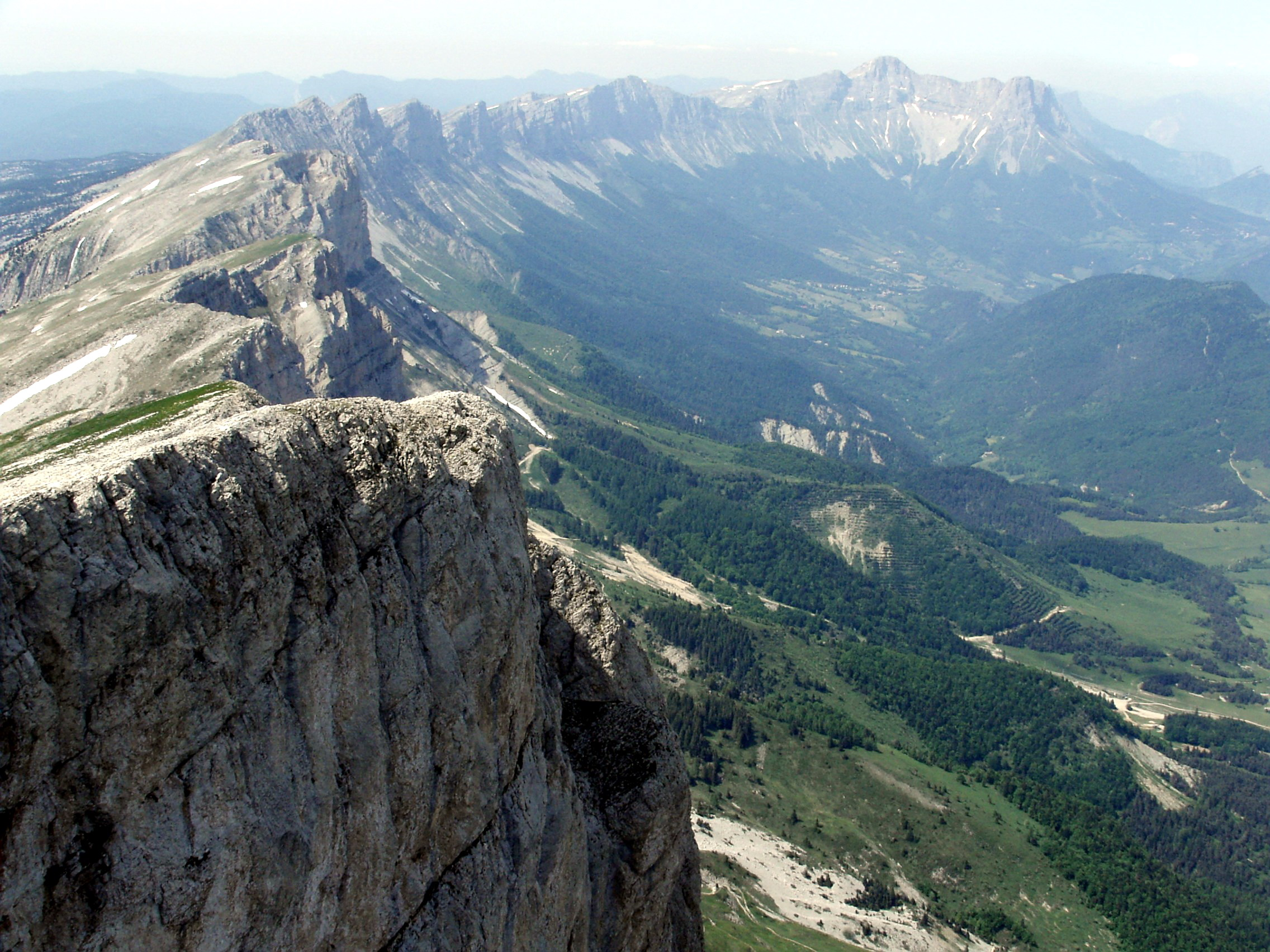
Vercors, de oostelijke afgrond vanaf de Grand Veymont. Het plateau ligt links

De Hauts Plateaux du Vercors is het hoogste deel van het massief van de Vercors, dat deel uitmaakt Franse Voor-Alpen (Préalpes), een reeks middelgebergtes aan de rand van de Alpen die zich uitstrekt van het meer van Genève tot aan de Drôme. Ook het Chartreuse-massief, ten noorden van Grenoble, behoort daartoe.
Het plateau ligt tussen 44°46’ NB en 45°00’ NB en 5°27’ OL en 5°33’ OL.
Het plateau is langgerekt, meer dan 25 km lang en maximaal 6 km breed, noord-zuid georiënteerd. Het laagste punt binnen het reservaat ligt rond 1300 m en het hoogste op 2341 m, maar gemiddeld is de hoogte 1500 à 1700 m.
Het wordt in het oosten afgelijnd door een bergketen en een afgrond, waarin de hoogste toppen van de Vercors liggen: Le Grand Veymont (2341 m) en de zustertoppen La Grand Moucherolle en La Petit Moucherolle (2162 en 2158 m). Ook de apart liggende Mont Aiguille (2087 m) maakt deel uit van deze keten. De bergketen daalt naar het oosten steil af naar de vallei van Gresse-en-Vercors (1211 m), meer dan duizend meter lager.
In het zuiden wordt het plateau eveneens scherp afgelijnd door een afgrond die naar de vallei van de Drôme afdaalt.
Westelijk wordt het afgegrensd door de vallei van de Vernaison, die parallel met het plateau loopt, op een hoogte van 800 à 900 m.
Naar het noorden gaat het plateau over in een heuvelachtige gebied om ten slotte begrensd te worden door de valleien van de Isère en de Boume. Dit maakt echter geen deel meer uit van het Réserve naturelle en wordt hier verder niet besproken.
Belangrijke grote steden in de buurt zijn Grenoble in het noorden en Die in het zuiden.

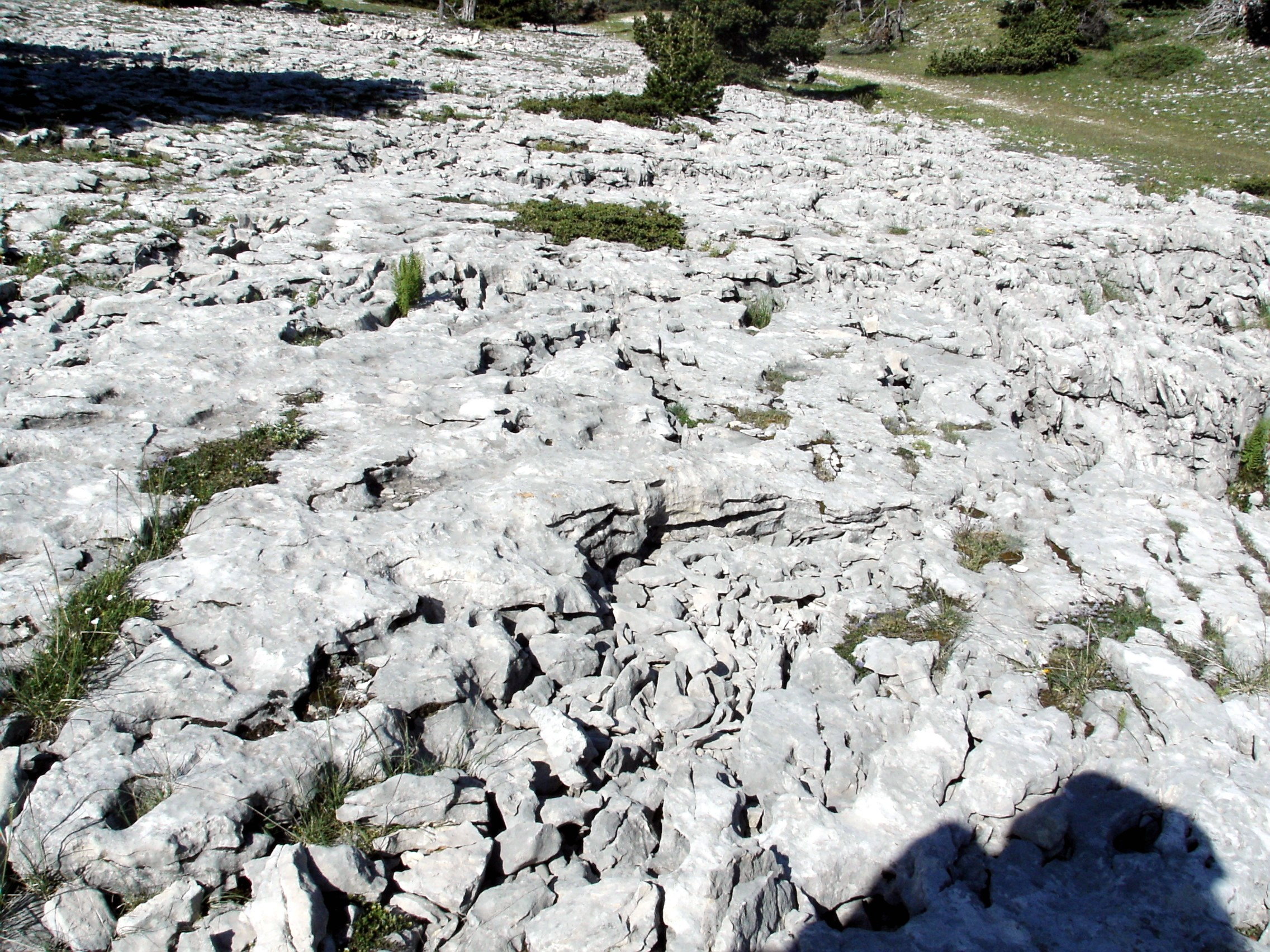
Lapiaz op het plateau van de Vercors

## Geologie
Het plateau bestaat uit harde kalksteen, afgewisseld met zachtere mergel, afgezet in een ondiepe zee in de tweede helft van het Mesozoïcum (Jura, Krijt). Door de oprijzende Alpen zijn deze gesteenten tot meer dan 2000 m opgedrukt in een reeks van plooiingen.
Het oppervlak vertoont een overdaad aan karstverschijnselen zoals avens, dolines, karstpijpen en lapiaz, ontstaan door langdurige erosie van de kalksteen door regenwater.
Ten gevolge van deze hoge doordringbaarheid van het oppervlak is er op het plateau nauwelijks oppervlaktewater te vinden, wat zware eisen stelt aan de aanwezige flora en fauna.
Ook de randen van het plateau vertonen verwerings- en erosieverschijnselen, zoals puinkegels en puinhellingen waar de zachtere mergel dagzoomt, en alleenstaande tafelbergen van hard kalksteen, zoals de Mont Aiguille.

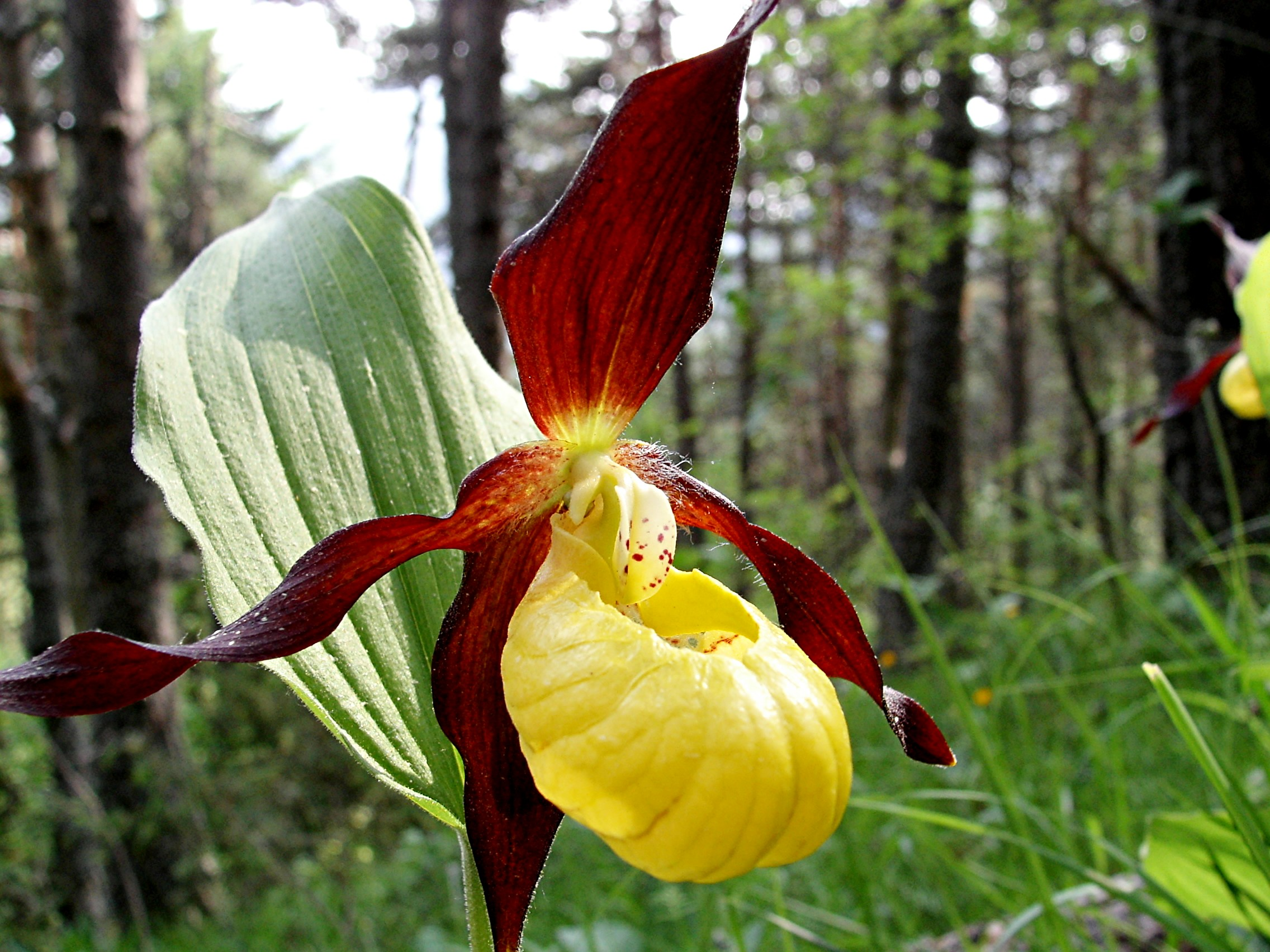
Vrouwenschoentje (Cypripedium calceolus)

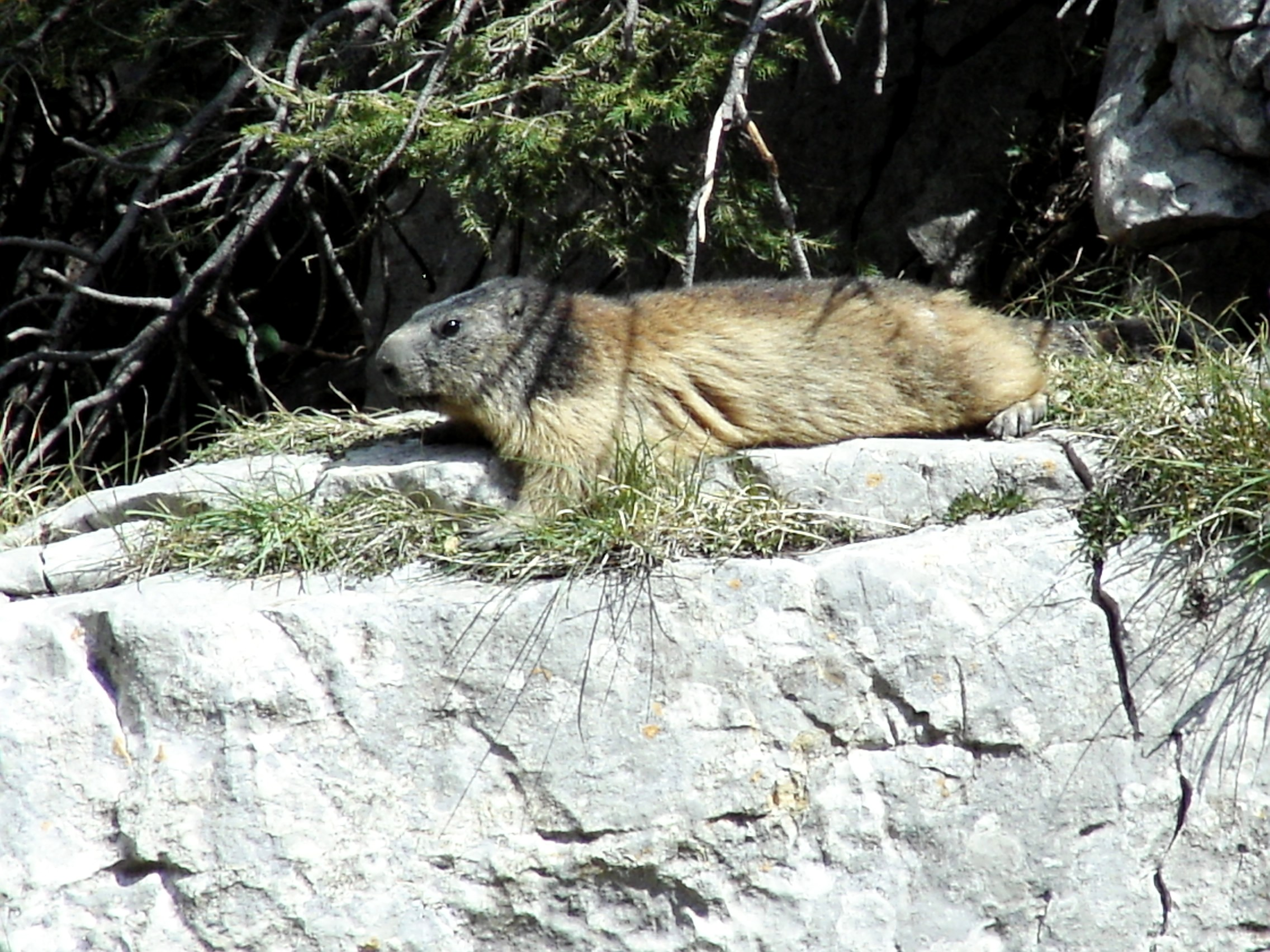
Alpenmarmot (Marmota marmota)

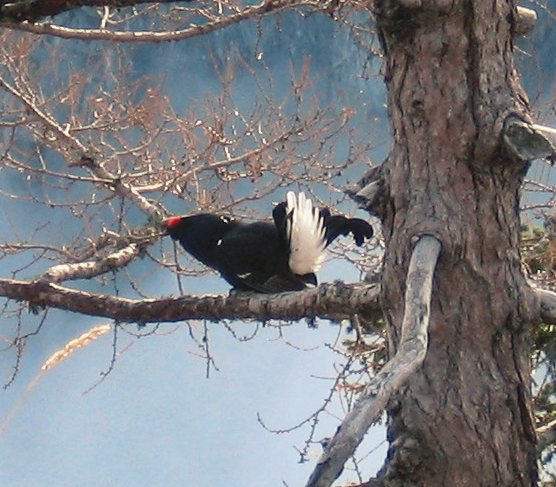
Korhoen (Tetrao tetrix)

## Biotopen, klimaat, flora en fauna
Het plateau is een lappendeken van naaldbossen, op de lagere plaatsen vooral lork, hogerop bergden, diverse kalkgraslanden en lapiaz, blootliggende kalkrotsen. Op de hellingen van het plateau komen daar nog de kliffen, puinkegels in verschillende stadia van verwering, en hellingbossen bij. De meeste van deze biotopen zijn natuurlijk en nauwelijks door de mens beïnvloed.
Het klimaat varieert van mediterraans op de zuidelijk gelegen hellingen tot alpijns op de toppen.
Onder andere door deze variatie aan natuurlijke biotopen en micro-klimaten is ook de biodiversiteit, de soortenrijkdom aan planten en dieren, bijzonder groot.
De flora telt meer dan 1800 soorten planten, waaronder een groot aantal soorten die elders zeldzaam of zeer zeldzaam zijn. Zo zijn er tot 60 soorten orchideeën te vinden.
In de naaldbossen zijn o.a. de turkse lelie, het vrouwenschoentje, de grootste Europese orchidee, en Orchis spitzelii, een van zeldzaamste, te vinden. Op de lagere, warme graslanden de zuidelijke tulp, dichtersnarcis, vlierorchis en mannetjesorchis, en op de hogere graslanden de gletsjeranemoon, gelobde maanvaren en zwarte vanilleorchis. Ten slotte hoog op de stenige hellingen en toppen van de afgrond de aurikel, stengelloze silene en edelweiss.
Er leven 65 soorten zoogdieren, waaronder de zes soorten evenhoevigen die Frankrijk rijk is: ree, edelhert en everzwijn in de lagere bossen, moeflon, gems en alpensteenbok hoger op de kliffen en puinkegels van de afgrond. Ook de sneeuwhaas is op het plateau te vinden. Maar het meest opvallend is wel de alpenmarmot, die vooral in de wanden van de dolines en de puinkegels zijn ondergronds verblijf graaft.
Ook zijn er 135 soorten vogels gevonden, waaronder opmerkelijke soorten als de ruigpootuil en de dwerguil, voornamelijk in de bossen, en hogerop het alpensneeuwhoen en het korhoen. En hoog boven het plateau en de bergen jaagt de steenarend.

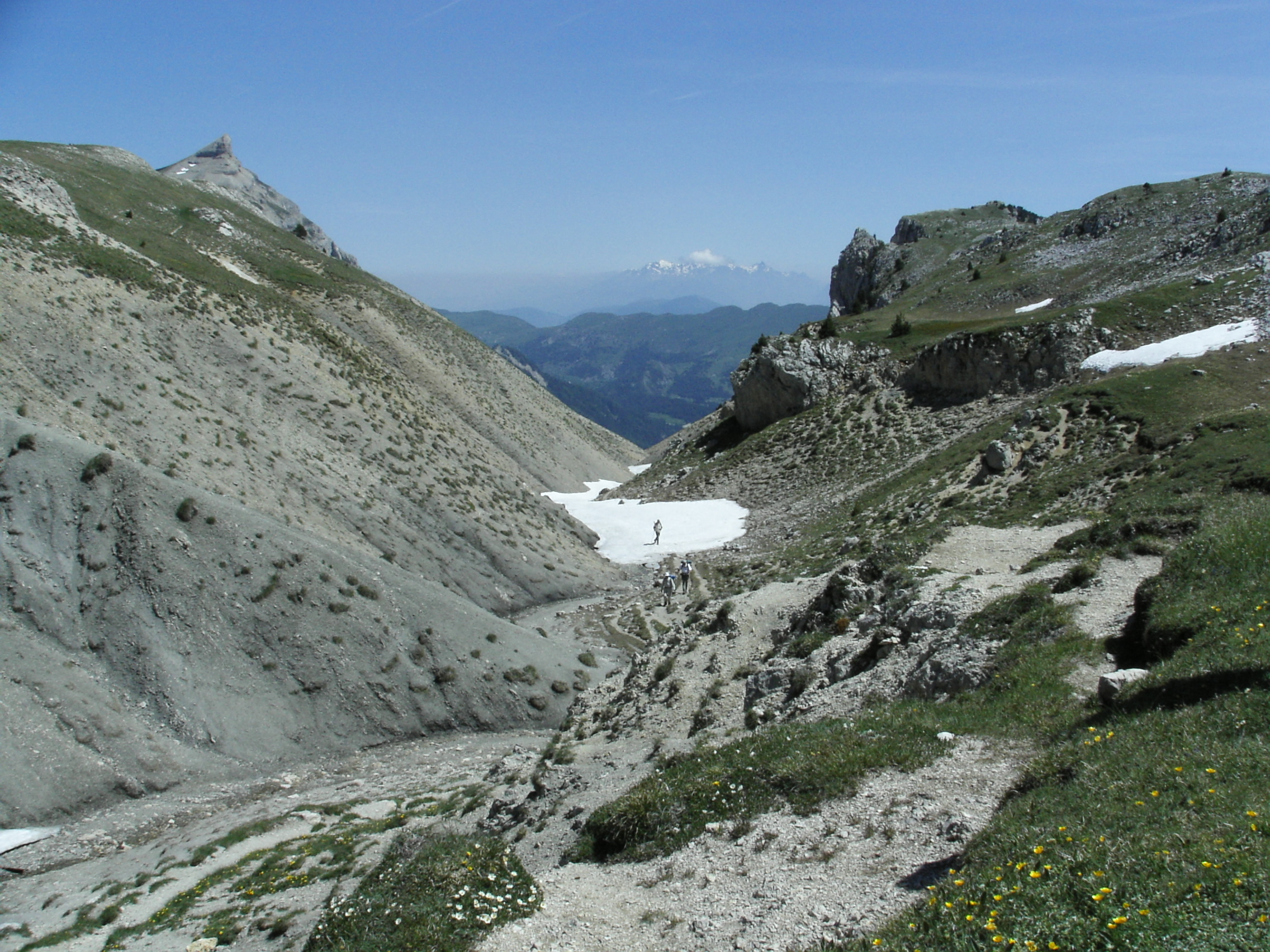
De Pas des Bachassons, een natuurlijke toegang tot het plateau op de voetweg Grenoble-Die)

## Menselijke aanwezigheid
De oudste bewijzen van menselijke aanwezigheid op het plateau dateren al van bij het begin van onze jaartelling. Stenen uit de romeinse steengroeve op de Plaine de la Queyrie, ten zuiden van de Grand Veymont, werden gebruikt bij de bouw van Dea Augusta, het huidige Die, tussen de eerste en de derde eeuw (na Chr.). De stenen en zuilen die hier met veel moeite uitgehouwen werden, moesten dan nog eens 18 km ver en 1200 meter steil bergaf worden getransporteerd om ze op de bouwplaats te krijgen.
De steengroeve ligt aan een oude voetweg die de kortste verbinding vormt tussen Grenoble en Die, en die in de loop der tijden frequent gebruikt werd door handelaars. Deze weg wordt ook wel de Route du Vin, de wijnroute, genoemd. Ook de naam van de nabijgelegen Pas de la Selle (zoutpas) verwijst nog naar die handelsroute, terwijl de Pas des Bachassons (pas van de waterbakken) naar de enige bron in deze omgeving leidt.
Het plateau wordt ook al ten minste vanaf de 14e eeuw aangedaan door schaapsherders, die in de lente met hun schapen vanuit de warme Provence naar de koele en grazige hooglanden trokken en tegen de herfst weer terug. Deze seizoensgebonden migratie van mens en dier, transhumance genoemd, vindt ook nu nog steeds plaats, zij het op kleinere schaal. De cabanes (schuilplaatsen) en jasses (open stallen) die op het plateau verspreid liggen, getuigen nog van deze traditie.
Tijdens de Tweede Wereldoorlog vormt de Vercors het decor voor een van de wreedste oorlogsdaden van de nazi’s . Het plateau is een geliefkoosde schuilplaats voor de maquisards, het Franse verzet, dat zeer hevig was in deze streek. Maar in juni 1944 bracht een Duitse luchtlandingsoperatie een zware slag toe aan het verzet. 600 Maquisards werden gedood en burgers in de omliggende dorpen geterroriseerd, verkracht en gemarteld. Het Mémorial de la Résistance in Vassieux-en-Vercors herinnert nu aan deze tragische gebeurtenissen.
Na WOII werd het plateau in gebruik genomen door het Franse leger als oefenterrein, tot begin jaren ’80 het belang van de natuurlijke rijkdommen werd erkend met de oprichting van het Réserve naturelle.

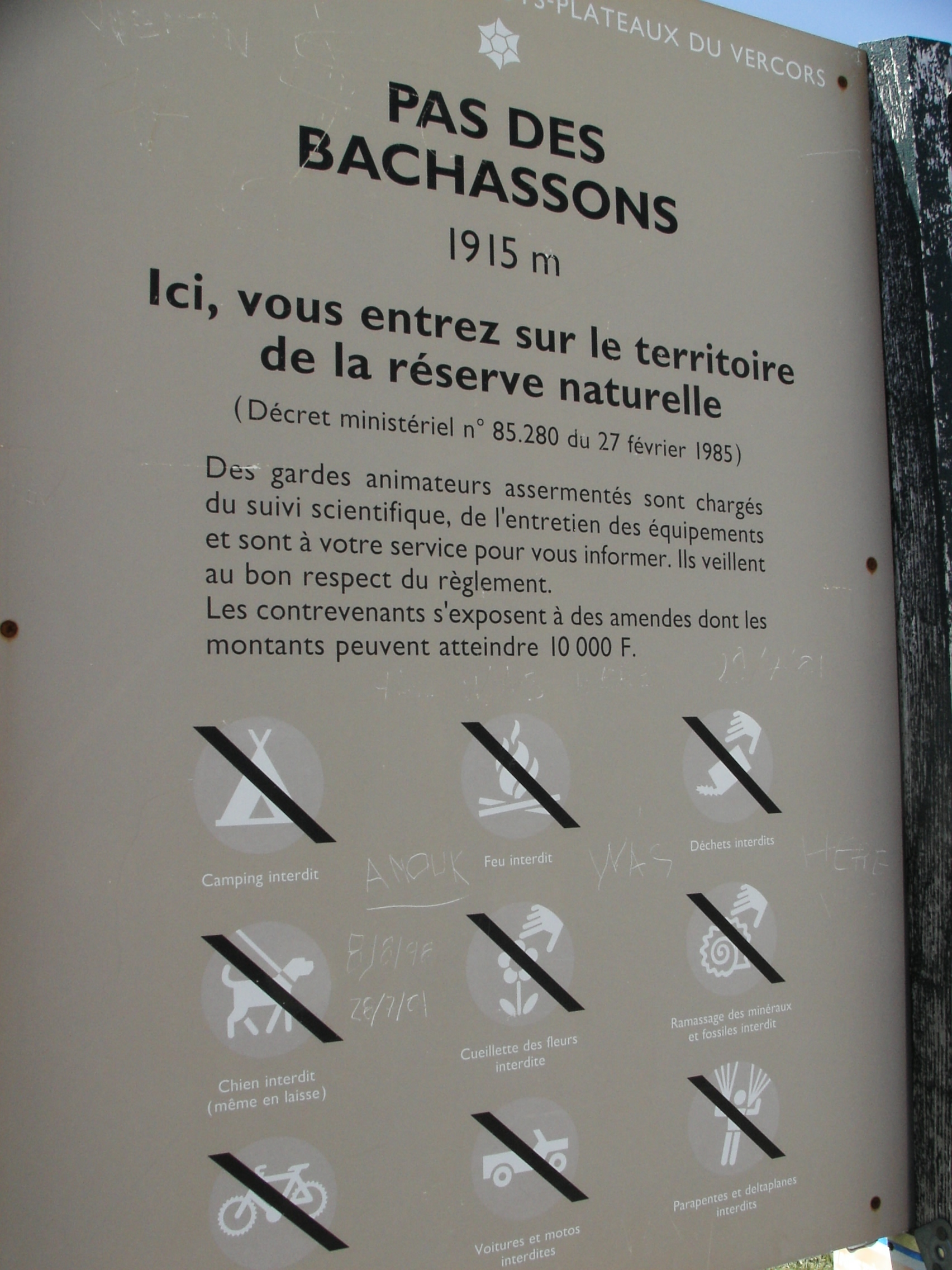
Toegangsbord tot het natuurreservaat

## Het Réserve naturelle des Hauts Plateaux
Om de kwetsbare natuurwaarden, de geologische verschijnselen en het landschap van het plateau te beschermen, werd in 1985 het ‘Réserve naturelle des Hauts Plateaux’ gecreëerd. Het natuurreservaat omvat het grootste deel van het kalkplateau en bestaat uit naaldbossen, kalkgraslanden, lapiaz en kliffen. Met ruim 17.000 ha is dit het grootste natuurreservaat van Frankrijk en meteen ook het meest onbereikbare.
Het natuurreservaat valt onder het beheer van het Parc Naturel Régional du Vercors. Ongeveer 6.000 ha zijn in eigendom van de hogere overheid, de rest is gemeentelijke en privé-eigendom.
De reglementering in het natuurreservaat is streng. Permanente bewoning en gemotoriseerd verkeer zijn niet toegestaan, er is trouwens op het hele plateau geen berijdbare weg te vinden. Mountainbiking is beperkt tot een gemarkeerd circuit, honden, zelfs aan de leiband, zijn niet welkom. Overnachten op het plateau is toegestaan in en rond de verschillende berghutten (refuges of cabanes), eventueel met een trekkerstentje.
Naast de maatregelen ter bescherming van de resterende flora en fauna zij er ook herintroducties geweest. Zo is de alpensteenbok, ooit uitgeroeid door de jacht, na de oprichting van het natuurreservaat met succes terug uitgezet.

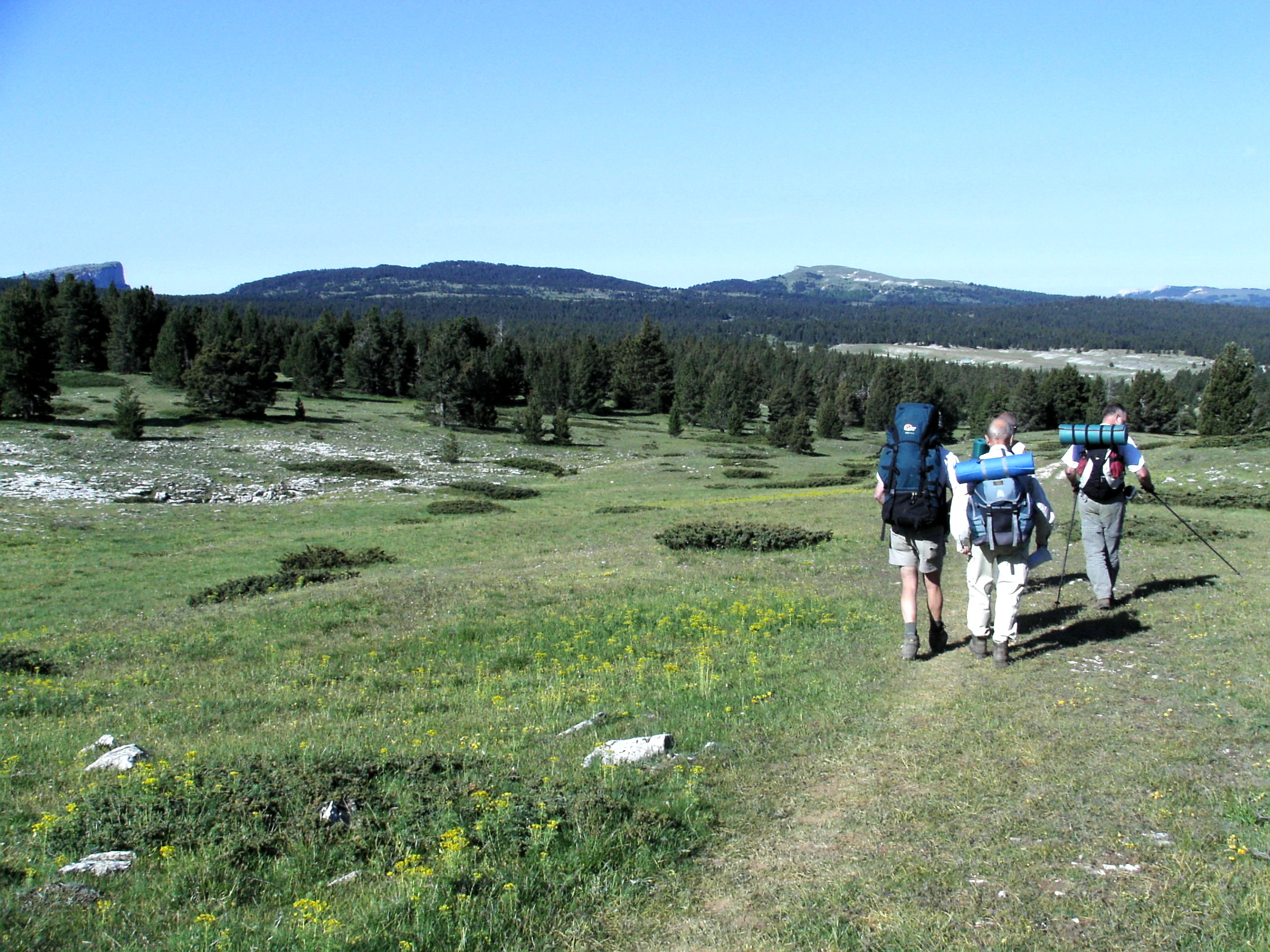
De GR 91 is een van de lange-afstandswandelpaden die het plateau doorkruisen

## Toerisme en recreatie
Ondanks (of misschien net vanwege) de geïsoleerde ligging en het soms onherbergzame terrein zijn de Hauts Plateaux een geliefkoosde bestemming voor trekkers, wandelaars en natuurliefhebbers. Verschillende GR-paden, varianten van de GR 9, doorkruisen of snijden het plateau. De voornaamste zijn de GR 91 Saint-Nizier-du-Moucherotte – Brantes, GR93 of Sentier Vercors – Dévoluy en de GR 95 Miroflée – Vaunières.
Ook de GTV of Grande Traversée du Vercors, een bekende wandel/fiets/skilooproute van 150 km lang die de Vercors van noord naar zuid doorkruist, passeert langs de Hauts Plateaux.
Lange-afstandswandelaars moeten bij hun planning rekening houden met enkele belangrijke punten. De hoogteverschillen tussen het plateau en de omringende valleien zijn niet mis, soms 1000 m of meer. De overnachtingsmogelijkheden op het plateau zijn beperkt tot een twaalftal kleine berghutten, oude cabanes en jasses van schaapsherders. Rond die réfuges mag gebivakkerd worden. Een ander probleem is water, of het ontbreken daaraan. Er zijn slechts enkele bronnetjes op het plateau, en soms staan zelfs die in de zomer droog. Verder gelden er natuurlijk de beperkingen van het Réserve naturelle die eerder werden vermeld.
Naast wandelen zijn er ook mogelijkheden voor mountainbike en langlaufen.